# Riksväg 15, Finland

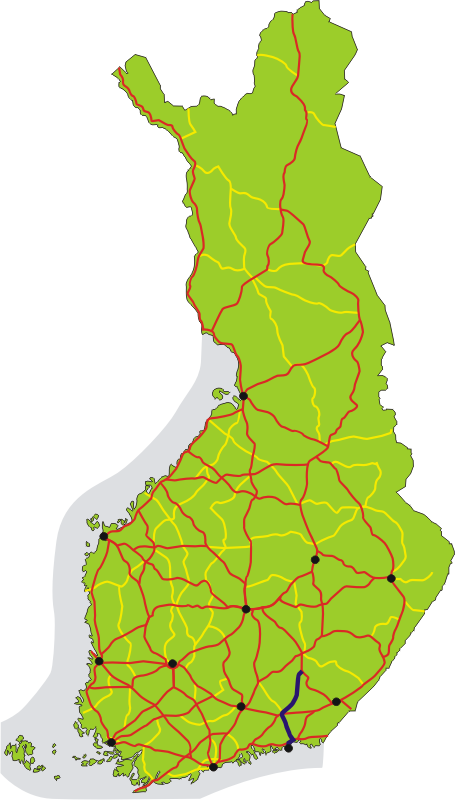
Riksväg 15 markerad med mörkblått på kartan

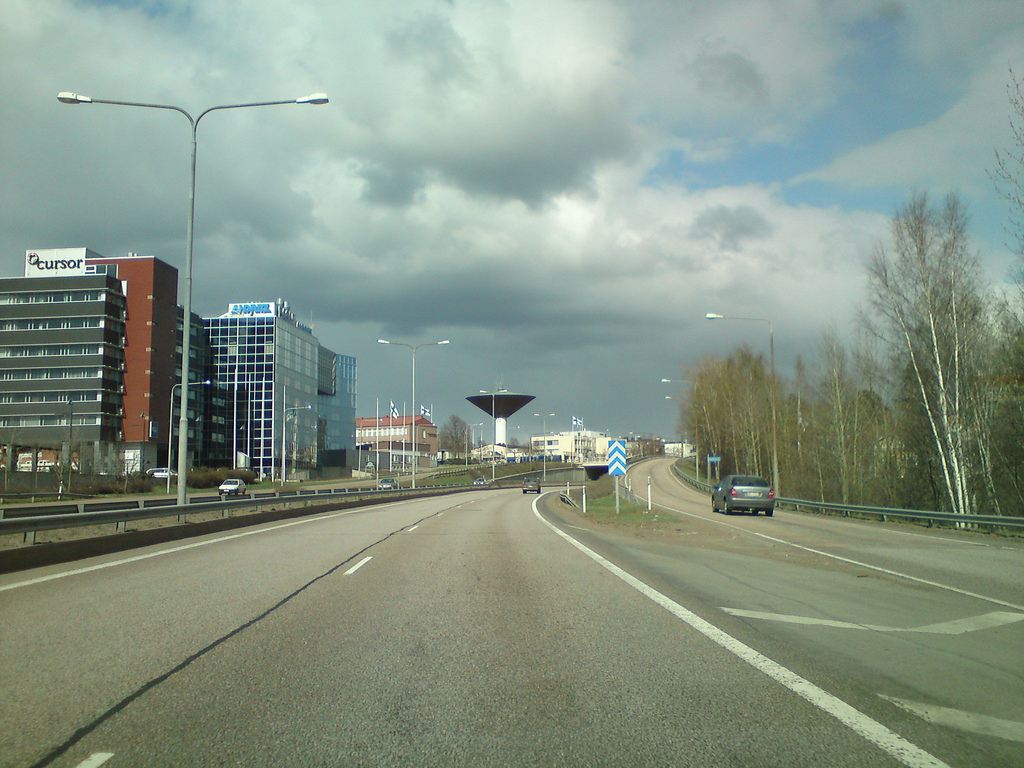
Kombinerade Riksväg 15 och Riksväg 7 i Kotka

Riksväg 15 är en av Finlands huvudvägar. Den går från Kotka till S:t Michel.